# Кэффи, Джейсон
Джейсон Андре Кэффи (англ. Jason Andre Caffey; родился 12 июня 1973 года, Чикаго, Иллинойс) — американский профессиональный баскетболист и тренер.

## Карьера игрока
Играл на позиции тяжёлого форварда. Учился в Алабамском университете, в 1995 году был выбран на драфте НБА под 20-м номером командой «Чикаго Буллз». Позже выступал за команды «Голден Стэйт Уорриорз» и «Милуоки Бакс». Всего в НБА провёл 8 сезонов. В сезонах 1995/1996 и 1996/1997 Кэффи становился чемпионом НБА в составе «Буллз». Всего за карьеру в НБА сыграл 462 игры, в которых набрал 3368 очков (в среднем 7,3 за игру), сделал 2022 подбора, 420 передач, 209 перехватов и 110 блок-шотов.
Кэффи подписал контракт с командой «Чикаго Буллз» в 1995 году, когда в ней блистали Майкл Джордан, Скотти Пиппен и Деннис Родман, где выходил на площадку в основном со скамейки запасных (27 игр в стартовой пятёрке из 183 за неполные три сезона), хотя получал неплохую игровую практику (2260 минут). Разумеется ему это не очень нравилось, и он решил попробовать свои силы в другой команде, в  результате чего в феврале 1998 года его обменяли в «Голден Стэйт Уорриорз» на бывшего партнёра Дикея Симпкинса, которому руководство «Буллз» решило дать ещё один шанс, так как перед началом сезона 1997/1998 годов его уже обменивали в «Уорриорз» на Скотта Баррелла. В результате всех этих перестановок выиграл только Симпкинс, потому что по итогам чемпионата он получил третий чемпионский перстень, а Кэффи наоборот потерял.
Правда в новой команде он регулярно выходил на площадку в стартовой пятёрке, набирая течение сезона в среднем за игру по 10,9 очка, 1,1 передачи и 5,9 подбора, поэтому летом 1999 года Джейсон подписал новый контракт с «Голден Стэйт» ещё на семь лет, в течение которых руководство клуба должно было выплатить Кэффи 35 миллионов долларов. Однако проведя ещё один неплохой сезон в «Уорриорз», в течение которого он набирал в среднем за игру по 12,0 очка, 1,7 передачи и 6,8 подбора, он был обменян в «Милуоки Бакс».
В новой команде Кэффи провёл три сезона, в течение которых его технические показатели снизились вдвое. Возможно, это было связано с рядом личных проблем, среди которых были вегетативный криз в 2002 году и обвинение в нападении в следующем году. В результате всего этого Джейсон завершил карьеру в НБА в 2003 году, а руководство «Бакс» ещё до начала сезона 2003/2004 выкупило оставшиеся два года его контракта за 11,8 миллиона долларов.

## Тренерская карьера
В настоящее время Кэффи работает главным тренером в команде «Мобил Бэй Харрикейнз», выступающей в Американской баскетбольной ассоциации (АБА).

## Статистика

### Статистика в НБА
| Сезон                                                                                    | Команда      | Регулярный сезон | Регулярный сезон | Регулярный сезон | Регулярный сезон | Регулярный сезон | Регулярный сезон | Регулярный сезон | Регулярный сезон | Регулярный сезон | Регулярный сезон | Регулярный сезон | Серия плей-офф | Серия плей-офф | Серия плей-офф | Серия плей-офф | Серия плей-офф | Серия плей-офф | Серия плей-офф | Серия плей-офф | Серия плей-офф | Серия плей-офф | Серия плей-офф |
| Сезон                                                                                    | Команда      | GP               | GS               | MPG              | FG%              | 3P%              | FT%              | RPG              | APG              | SPG              | BPG              | PPG              | GP             | GS             | MPG            | FG%            | 3P%            | FT%            | RPG            | APG            | SPG            | BPG            | PPG            |
| ---------------------------------------------------------------------------------------- | ------------ | ---------------- | ---------------- | ---------------- | ---------------- | ---------------- | ---------------- | ---------------- | ---------------- | ---------------- | ---------------- | ---------------- | -------------- | -------------- | -------------- | -------------- | -------------- | -------------- | -------------- | -------------- | -------------- | -------------- | -------------- |
| 1995/96                                                                                  | Чикаго       | 57               | 0                | 9,6              | 43,8             | 0,0              | 58,8             | 1,9              | 0,4              | 0,2              | 0,1              | 3,2              | Не участвовал  | Не участвовал  | Не участвовал  | Не участвовал  | Не участвовал  | Не участвовал  | Не участвовал  | Не участвовал  | Не участвовал  | Не участвовал  | Не участвовал  |
| 1996/97                                                                                  | Чикаго       | 75               | 19               | 18,7             | 53,2             | 0,0              | 65,9             | 4,0              | 1,2              | 0,3              | 0,1              | 7,3              | 17             | 5              | 9,8            | 45,5           | -              | 78,6           | 2,5            | 0,9            | 0,2            | 0,2            | 2,4            |
| 1997/98                                                                                  | Чикаго       | 51               | 8                | 13,9             | 50,3             | 0,0              | 66,0             | 3,4              | 0,7              | 0,3              | 0,3              | 5,3              | Не участвовал  | Не участвовал  | Не участвовал  | Не участвовал  | Не участвовал  | Не участвовал  | Не участвовал  | Не участвовал  | Не участвовал  | Не участвовал  | Не участвовал  |
| 1997/98                                                                                  | Голден Стэйт | 29               | 6                | 24,6             | 47,2             | 0,0              | 64,9             | 5,9              | 1,1              | 0,4              | 0,1              | 10,9             | Не участвовал  | Не участвовал  | Не участвовал  | Не участвовал  | Не участвовал  | Не участвовал  | Не участвовал  | Не участвовал  | Не участвовал  | Не участвовал  | Не участвовал  |
| 1998/99                                                                                  | Голден Стэйт | 35               | 32               | 25,0             | 44,4             | 0,0              | 63,3             | 5,9              | 0,5              | 0,7              | 0,3              | 8,8              | Не участвовал  | Не участвовал  | Не участвовал  | Не участвовал  | Не участвовал  | Не участвовал  | Не участвовал  | Не участвовал  | Не участвовал  | Не участвовал  | Не участвовал  |
| 1999/00                                                                                  | Голден Стэйт | 71               | 56               | 30,3             | 47,9             | 0,0              | 59,7             | 6,8              | 1,7              | 0,9              | 0,3              | 12,0             | Не участвовал  | Не участвовал  | Не участвовал  | Не участвовал  | Не участвовал  | Не участвовал  | Не участвовал  | Не участвовал  | Не участвовал  | Не участвовал  | Не участвовал  |
| 2000/01                                                                                  | Милуоки      | 70               | 33               | 20,9             | 48,8             | -                | 67,3             | 5,0              | 0,8              | 0,5              | 0,4              | 7,1              | 18             | 0              | 16,5           | 38,1           | -              | 64,5           | 4,1            | 0,8            | 0,2            | 0,3            | 3,8            |
| 2001/02                                                                                  | Милуоки      | 23               | 0                | 12,3             | 50,0             | 0,0              | 62,8             | 2,2              | 0,5              | 0,2              | 0,2              | 4,3              | Не участвовал  | Не участвовал  | Не участвовал  | Не участвовал  | Не участвовал  | Не участвовал  | Не участвовал  | Не участвовал  | Не участвовал  | Не участвовал  | Не участвовал  |
| 2002/03                                                                                  | Милуоки      | 51               | 16               | 17,5             | 45,6             | -                | 65,1             | 3,5              | 0,7              | 0,4              | 0,3              | 5,8              | Не участвовал  | Не участвовал  | Не участвовал  | Не участвовал  | Не участвовал  | Не участвовал  | Не участвовал  | Не участвовал  | Не участвовал  | Не участвовал  | Не участвовал  |
|                                                                                          | Всего        | 462              | 170              | 19,6             | 48,1             | 0,0              | 63,7             | 4,4              | 0,9              | 0,5              | 0,2              | 7,3              | 35             | 5              | 13,3           | 40,6           | -              | 68,9           | 3,3            | 0,8            | 0,2            | 0,2            | 3,1            |
| Наведите курсор мыши на аббревиатуры в заголовке таблицы, чтобы прочесть их расшифровку. |              |                  |                  |                  |                  |                  |                  |                  |                  |                  |                  |                  |                |                |                |                |                |                |                |                |                |                |                |